# Provincia Ghardaïa
Provincia Ghardaïa (în arabă ولاية غرداية) este o unitate administrativă de gradul I (wilaya) a Algeriei. Reședința sa este orașul Ghardaïa.